# Химия (издательство)
Хи́мия — советское и российское издательство, существовавшее в 1918—2000 годы. Являлось центральным издательством Государственного комитета Совета Министров СССР по делам издательств, полиграфии и книжной торговли. Вошло в состав издательства «Мир».

## История
Основано 27 сентября 1918 года в Петрограде как «Научное химико-техническое издательство при Научно-техническом отделе ВСНХ».
Входило в состав Объединения научно-технических издательств и Государственного объединения научно-технических издательств.
В 1939 году названо «Государственное научно-техническое издательство Наркомхимпрома и министерства химической промышленности СССР», и в дальнейшем носило различные наименования «Государственное химико-техническое издательство», «Редакция химической литературы Государственного научно-технического издательства, Государственное химико-техническое издательство (Госхимтехиздат)», «Главная редакция химической литературы Государственного научно-технического издательства», «Государственное научно-техническое издательство химической литературы (Госхимиздат)».
Постановлением Государственного Комитета Совета Министров СССР по печати 28 апреля 1964 года переведено в Москву и переименовано в издательство «Химия». Находилось по адресу 107076, Москва, ул. Стромынка, 21. С того же времени имело отделение в Ленинграде, ставшее в 1998 году самостоятельным издательством «Химиздат».
В 2000 году издательство «Химия» вошло в состав издательства «Мир».

## Издательская деятельность
Выпускало научную, научно-популярную, учебную (для высшего и среднего специального образования), справочную и производственно-техническую литературу по различным отраслям химии (теоретической, общей, неорганической, органической, физической, аналитической химии, полимерной), нефтепереработке и нефтехимии, химической технологии, защите окружающей среды, технике безопасности.
Издательство выпускало серии по химии высокомолекулярных соединений, по химической кибернетике, по экономике и организации химической, по методам аналитической химии, по производству химических изобретений, химической технологии, охране труда и технике безопасности, охране окружающей среды, нефтехимической и нефтеперерабатывающей промышленности.
Издавало 8 научно-технических журналов, среди которых «Химическая промышленность», «Химия и технология топлив и масел», «Химия в сельском хозяйстве», «Пластические массы».
В 1975 году выпущено около 200 книг общим тиражом около 2,4 миллионов экземпляров.
В 1977 году выпущено 180 книг общим тиражом более 2,2 миллионов экземпляров.
В 1979 году выпущено 148 книг общим тиражом около 1,9 миллионов экземпляров (см. также данные другого источника в таблице ниже).
В системе Госкомиздата СССР в 1980-х гг. издательство «Химия» входило в главную редакцию научно-технической литературы. В 1979—1990 гг. показатели издательской деятельности издательства были следующие:
|                                       | 1979    | 1980    | 1981    | 1985    | 1987    | 1988    | 1989    | 1990   |
| ------------------------------------- | ------- | ------- | ------- | ------- | ------- | ------- | ------- | ------ |
| Кол-во книг и брошюр, печатных единиц | 145     | 152     | 157     | 140     | 140     | 124     | 131     | 116    |
| Тираж, млн экз.                       | 1,7509  | 2,1793  | 2,351   | 2,1495  | 2,7145  | 2,5909  | 2,3423  | 1,6344 |
| Печатных листов-оттисков, млн         | 32,0698 | 40,4523 | 43,0005 | 38,7986 | 42,1614 | 40,4384 | 38,8002 | 31,352 |

## Награды
- Орден «Знак Почёта» (1978)[2]